# Гвида, Вандиса
Вандиса Гвида (род. 21 апреля 1935, Трани) — итальянская актриса театра кино и телевидения. В некоторых постановках обозначена как Вандиса Ли.
Вандиса Гвида родилась в Трани. В 1954 году приняла участие в конкурсе красоты «Мисс Италия», где выиграла титул «Мисс кино». Затем переехала в Рим и поступила в Итальянскую национальную киношколу (Экспериментальный театр), после окончания которой она снялась в десятках жанровых картин, исполнив, в том числе, ряд главных ролей.

## Избранная фильмография
- Serenate per 16 bionde (1956)
- Вампиры (1957)
- Il Conte di Matera  (1957)
- I colpevoli (1957)
- Il cavaliere senza terra (1958)
- Toto and Marcellino (1958)
- I prepotenti (1958)
- Итальянец в Греции (1958)
- Il padrone delle ferriere (1959)
- Голиаф и Дракон (1960)
- Восстание рабов (1960)
- La vendetta della maschera di ferro (1961)
- The Vengeance of Ursus (1961)
- Gli eroi del doppio gioco (1962)
- Гладиатор Рима (1962)
- Иаков и Исав (1963)
- Геркулес против Рима (1964)
- Гиганты Рима (1964)
- Подвиги в копях царя Соломона (1964)
- Приключения Бенгальского Улана (1964)
- Молния (1965)
- Секретный Агент Шаровая Молния (1965)
- Боб Флеминг… Миссия Касабланка (1966)
- Скорпион с двумя хвостами (1982)